# Krvavordeči kamenjak
Krvavordeči kamenjak (znanstveno ime Sympetrum sanguineum) je vrsta raznokrilih kačjih pastirjev iz družine ploščcev, razširjena po večjem delu Evrope in Srednje Azije.

## Opis
Odrasli dosežejo 34 do 39 mm v dolžino, od tega zadek 20–26 mm, zadnji krili pa merita 23–31 mm. Samce je možno prepoznati po rdečem zadku rahlo kijaste oblike (zadebeljenem pri konici) in povsem črnih nogah ter oprsju bledordeče barve brez znamenj. Zelo podoben je stasiti kamenjak, samci te vrste imajo raven zadek brez zadebelitve in svetlejše pterostigme.
Odrasli letajo poleti od junija dalje, z viškom v avgustu.

## Habitat in razširjenost
Razmnožuje se v raznolikih stoječih ali počasi tekočih vodah z bogato zarastjo, izogiba se le zakisanim močvirnim habitatom.
Je eden najpogostejših kačjih pastirjev v vseh območjih, kjer se pojavlja: areal obsega večino Evrope in Srednje Azije razen najbolj severnih in najbolj suhih predelov. Razširjen je tudi po obalnih predelih Magreba v Severni Afriki.
Tudi v Sloveniji je krvavordeči kamenjak zelo pogost, zato ne velja za ogroženega.